# Inga Lindsjö
Inga Britta Lindsjö, född 29 januari 1922 i Härnösand, död 21 november 1999 i Uppsala, var en svensk författare, dramatiker och översättare. Hon var också verksam som lärare i dramatik och arbetade bland annat inom Teatercentrum 1968–1971.
Hon var dotter till stationsskrivaren Verner Lindsjö och Berta Andersson. Hon tog en fil. kand. i Uppsala 1948. Hon var gift första gången 1949 med Kurt Almqvist, andra gången 1956 med Walter Björk. Inga Lindsjö är begravd på Nya kyrkogården i Härnösand.

## Böcker
- Som i havets mussla [dikter] (Wahlström & Widstrand, 1949)
- Det fattas ett par linser ; Motståndet: två enaktare (Wahlström & Widstrand, 1951)
- Har någon sett Kornelius? [barnbok] (ill. Åke Lewerth, Bonnier, 1952)
- Jag vill röra vid ljuskronan [roman] (Wahlström & Widstrand, 1953)
- Fabian Sjölejon (ill. Olof Hellström, Lindblad, 1959)
- Morsan: pjäs i två akter (Sveriges dramatikerförbund, 1963)
- Teater-ABC (1967)
- Människan och hans hustru: sanna vanföreställningar ur livet [pjäs] (Rabén & Sjögren, 1967)
- Nöjd : bilder från ett storföretag (Rabén & Sjögren, 1970)
- Festplatsen [roman] (Författarförlaget, 1973)
- Kärleksförklaringar: dikter 1950-1975 (Rabén & Sjögren, 1977)
- Bakom ögat är ljuset: dikter (Rabén & Sjögren, 1979)
- Den sorgesamma historien om örat: ett spektakel om buller (Författarnas teaterverkstad (FTV), 1980)
- Historien om Anna Lundin och andra berättelser (Rabén & Sjögren, 1981)
- Ropet: roman (Cewe, 1987)
- Det återfunna ordet: dikter (Artemis, 1990)

## Översättningar
- Erich Fromm: Psykoanalys och religion (Psychoanalysis and religion) (Natur och kultur, 1952)
- Erich Fromm: Det glömda språket: en första vägledning i konsten att förstå drömmar, sagor och myter (The forgotten language) (Natur och kultur, 1953)
- Herman Melville: Taipi (Typee) (Forum, 1954)
- Jörgen Kjerulf Petersen: Räcker jorden till? (Svenska bokförlaget, 1954)